# Їцюань
Їцюань (кит.: 意拳) — одна з китайських систем внутрішніх єдиноборств, відома також як Даченцюань. Система винайдена майстром на ім'я Ван Сянчжай 王薌齋 (1885 - 1963, Wang Xiangzhai).

## Історія
Їцюань є відносно новим серед стилів внутрішніх бойових мистецтв, він був розроблений Сянчжаєм в період з 1925 по 1940. 
Ван Сянчжай У 20-ті роки XX сторіччя, у віці близько 30 років, багато подорожував Китаєм та обмінювався досвідом з іншими майстрами. Його старанне навчання дозволило йому контролювати силу та швидкість через концентрацію, повільні рухи та розслаблення. Таким чином він повернувся до витоків бойових мистецтв - до 12го сторіччя ґунфу розвивалося через мобілізацію духу, думки та контроль тіла у статичних або повільних вправах.
У 1925 Ван Сянчжай проголосив, що "практика взагалі ігнорує важливість думки в русі" і створив Їцюань, на базі стилю Сін'їцюань. Ван Сянчжао вирішив, що студенти, які вивчають Сіньїцюань, приділяють забагато часу та уваги зовнішнім вправам - формам. Форми були виключені та додані переміщення по колу з Баґуачжан, принцип "прилипання та слідування" з Тайцзицюань, та основи інших стилів. 
Ван Сянчжай змінив ім’я нового бойового мистецтва на Їцюань, видаливши Сін, що значить "Форма".
Їцюань був дуже успішним того часу, але Ван Сянчжай помітив, що коли його студенти набували значної сили, їх спритність та координація не були найкращими. Тому він провів друге коло інтенсивних досліджень та модифікував систему.
У 1940 ім'я бойового мистецтва було змінено на Даченцюань, що значить кулак великого досягнення, очікування, завершеності. Пізніше, Ван Сянчжай, завжди скромний та свідомий того, що ніхто не має великих досягнень в ушу, повернув ім'я Їцюань.
Пізніше було відкрито лікувальні властивості вправ з Їцюань, і Ван Сянчжай викладав у різних медичних установах.

## Стиль
Їцюань є безформним бойовим мистецтвом та не включає фіксованих наборів рухів та технік. Стиль сфокусований на виробленні натуральних 
рухів та бойових можливостей через тренувальні методи та концепції, що поліпшують відчуття тіла, руху та сили. Їцюань також відрізняється від інших східних бойових мистецтв відсутністю традиційних концепцій, таких як ці, меридіан, дяньтянь та інші.
Значного впливу на Їцюань завдали інші різні стилі бойових мистецтв, що практикував Ван Сянчжай, включаючи Сін'їцюань, Тайцзіцюань, Багуачжан та Люахбафа. Фактично, типові рухи та постанови в Їцюань є запозиченими з інших систем. Сутність цих систем, що робить їх ефективними, була відокремлена майстром у окреме бойове мистецтво.

## Методи тренування
Повний курс навчання складається з семи розділів:
- Чжань чжуан (стовпова робота)(站樁) - статичні вправи спрямовані на розвиток відчуття тіла та вироблення Хуньян Лі ("Природна сила життя", внутрішня сила).

- Ши-лі (Проба Сили)(試力) — прості вправи для перенесення Хуньян Лі у рух.

- Мо Ца Бу (Брудний Крок)(摩擦步) — Ши Лі для ніг.

- Фа-Лі (Викид Сили)(發力) — вивчення того, як "викидати" силу, використовуючи Хуньян Лі, будь-якою частиною тіла.

- Туй Шоу (Товкаючі Руки)(推手) — ця частина подібна до Туй Шоу в Тайцзицюань, але з особливостями.

- Ши-Шен (Проба Голосу)(試声) — збільшення сили викиду внутрішньої сили, за допомогою голосу.

- Сань-Шоу (Джи Джи Фа)(散手) (Бойова Практика) — вільний спаринг.

Найважливіший принцип - Використовуй свідомість, а не силу.